# Club Social, Cultural y Deportivo Blooming
Maillots
Le Club Social, Cultural y Deportivo Blooming est un club bolivien de football basé à Santa Cruz.

## Palmarès
- Championnat de Bolivie (5)
  - Champion : 1984, 1998, 1999, 2005 (Apertura), 2009 (Clausura)